# Park pri ihrisku
Park pri ihrisku je chráněný areál v katastrálním území obce Košúty v okrese Galanta v Trnavském kraji na Slovensku. Území bylo vyhlášeno v roce 1983 a jeho rozloha je 2,66 hektaru. Předmětem ochrany je park u bývalé kurie založené ve druhé polovině devatenáctého století.